# Johan Järnefelt
Johan Järnefelt, född 14 juli 1929 i Helsingfors, död 21 februari 2020 i Helsingfors, var en finländsk läkare. Han var son till Gustaf Järnefelt. 
Järnefelt blev medicine och kirurgie doktor 1955 och var professor i medicinsk kemi vid Helsingfors universitet 1964–1992. Hans forskning, som ligger inom biokemins och fysiologins områden, har koncentrerats på olika membraners molekylstruktur och funktion. Arbetena gäller bland annat de cellmembranbundna kolhydraternas struktur, funktion och degradationsprodukter samt den aktiva transporten av natrium- och kaliumjoner genom cellmembranen. 
Järnefelt kallades till ledamot av Finska Vetenskaps-Societeten år 1965 och tilldelades av Oslo universitet Anders Jahres pris år 1966.   Han var inspektor för Nylands nation 1985–1992.